# Searsia tomentosa
Searsia tomentosa là một loài thực vật có hoa trong họ Đào lộn hột. Loài này được (L.) F.A. Barkley miêu tả khoa học đầu tiên năm 1943.